# Zona Leste de Guaratinguetá
A Zona Leste de Guaratinguetá abrange toda a margem direita do Rio Paraíba sendo sua única fronteira urbana com a Zona Sul, é onde se localiza também os Pólos Industriais da cidade. A Zona Leste é conhecida também por abrigar a maior parte do Cinturão de Pobreza. É uma região que se caracteriza por bairros operários e pelo grande número de loteamentos irregulares. É também na Zona Leste da cidade que se observa a menor quantidade de prédios.
O Parque Industrial da Zona Leste é um dos maiores do Vale do Paraíba, abriga o maior complexo Químico da América Latina, a BASF. Apesar disso a indústria de Guaratinguetá emprega uma pequena parcela dos moradores da cidade, e hoje já não é a atividade mais lucrativa do município, representando apenas 19,96% de todo o PIB da cidade.
A Zona Leste abriga também o Kartódromo Internacional de Guaratinguetá, o Recinto de Exposições da cidade, o Corpo de Bombeiros de Guaratinguetá e o Seminário Frei Galvão. É recortada pela Dutra e pela Linha Férrea.
No ambito social a Zona Leste é uma das regiões com o menor indice de qualidade de vida da cidade, possui apenas um posto de saúde (Unidade Básica de Saúde do Engenheiro Neiva), possui oito escolas de ensino médio e fundamental e apenas uma creche. Não possui teatros, cinemas e espaços culturais. Possui quatro Parques Comunitários com campos de futebol e parquinhos e abriga a região de reflorestamento da mata siliar do Rio Paraíba conhecida por Mata Viva.

## Indústrias
As Indústrias estão agrupadas em três Pólos Industriais oficialmente reconhecidos pela Prefeitura, apesar de que em alguns mapas e livros, elas estejam agrupadas em cinco Pólos Industriais.
A maior parte das indústrias é do setor alimentício e de laticínios, mas há um grande número de industrias de outros ramos como, por exemplo, indústria têxtil, de fiação, tecelagem, químico, e metal-mecânico. Algumas das indústrias localizadas nos Pólos Industriais da Zona Leste são: Indústria de Papel, Lucchesi, Danone, Val Guará, Montik, Café Rosa de Ouro, ABC Retifica de Motores, Basf, EATON, Tekno, Metalúrgica Guará, Stollberg, Termosinter, Top Mix, Eletrons Gem, Liebherr, Unimol Brasil, CCDL, Engimac Logística.

## Cinturão de Pobreza
O Cinturão de Pobreza da cidade abrange uma grande parte da Zona Leste. Os bairros mais atingidos pela falta de infra-estrutura, saneamento básico e baixo valor das terras são, na Zona Leste: Jardim Primavera, Vila Pajé, Vila Brasil, Nova República, Vila Guará, Vila Angelina e Vila Santa Mônica.
Nesses bairros, a falta de planejamento urbano, causada pela vinda rápida de moradores para Guaratinguetá, gerou um Cinturão de Pobreza. É comum nesses bairros a falta de água encanada e rede de esgoto, sendo a situação mais crítica na Vila Pajé.

## Desenvolvimento - Bairro IAPI
O bairro IAPI ( Instituto de Aposentadoria e Pensões dos Industriários ), situado nas adjacências do bairro Nova Guará, Zona Leste de Guaratinguetá, sendo uma espécie de divisor entre o acima citado Cinturão de Pobreza da cidade e o que poderíamos chamar "Cinturão de Riquezas da cidade", é uma das peculiaridades das características da região, pois, abriga um dos mais sofisticados Conjuntos Habitacionais Sociais do Brasil ( Programa Vida Longa Guaratinguetá ). A região abriga edificações irregulares contrastando com edificações elegantes e condomínios luxuosos, tudo isso em meio à uma das mais renomadas universidades brasileiras, a FEG/UNESP, a qual também tem dialogado bastante sobre as características da Zona Leste de Guaratinguetá, produzindo variados conteúdo sobres as temáticas. Vide exemplo: https://repositorio.unesp.br/handle/11449/119888. Para enfrentar as múltiplas expressões da questão social, FEG/UNESP - SMAS/PMG firmam uma parceria no ano de 2022, visando uma atuação acadêmica científica mais enfática na questão social da Zona Leste e do município de Guaratinguetá.

## Pontos Turísticos
A Zona Leste de Guaratinguetá está incluída no roteiro turístico criado pelo SEBRAE em parceria com as prefeituras de Guaratinguetá ( PMG ), Aparecida e Cachoeira Paulista. Na Zona Leste os visitantes conhecem o Seminário Frei Galvão. Existem ainda na Zona Leste o Mosteiro da Imaculada Conceição, mas este não é aberto a visitação pública.

## Principais vias
Destacam-se como as principais vias da Zona Leste: a Rodovia Presidente Dutra, a ponte Tenente Francisco Moreira dos Santos, a Avenida Integração, a Avenida Brasil, a Avenida Nossa Senhora de Fátima e a Avenida do Império.